# 엄영수
엄영수 또는 개명전 이름 엄용수(嚴龍洙, 1953년 8월 8일 ~ )는 대한민국의 희극 배우이다.

## 생애
- 경기도 화성군 향남면 (현 화성시 향남읍)에서 태어났다.[1]
- 홍익대학교 공과대학에 재학 중이던 1977년에 연극배우로 데뷔하였고, 1978년에 뮤지컬 배우로 데뷔하였으며 이듬해 1979년에 TBC 동양방송 개그 콘테스트를 통하여 정식 데뷔하였다.
- 1981년에 MBC 문화방송 라디오 제1기 개그 콘테스트에서 자리 옮겨 데뷔 이동하여 금상을 수상하였다.
- 바둑에 조예가 깊다.
- 1982년에 KBS 한국방송공사 개그 콘테스트 데뷔 이동하여 자리 옮겨 손경수, 정명재, 이상운, 김의환, 이경래, 최양락과 함께 활동하였다.

## 경력
- 1979년 TBC 동양방송 개그 콘테스트
- 1981년 MBC 문화방송 개그 콘테스트 이동
- 1982년 KBS 한국방송공사 개그 콘테스트 이동

## 소속
- 한국방송코미디언협회 회장 (2010년 ~ 현재)

## 출연작

### 영화
- 《외계에서 온 우뢰매》 (1986년) - 엄 박사 역
- 《외계에서 온 우뢰매 2》 (1986년) - 엄 박사 역
- 《흑성 마왕과 슈퍼 왕자》 (1987년)
- 《회장님, 우리 회장님》 (1988년) - 엄 이사 역
- 《제3세대 우뢰매 6》 (1989년) - 엄 박사 역
- 《크라이막스 원》 (1989년)
- 《순돌이와 팔도아이》 (1989년)
- 《심형래와 괴도 루팡》 (1990년)
- 《변금련》 (1991년)
- 《영구와 땡칠이 4: 홍콩 할매 귀신》 (1991년) - 홍콩 할멈 여우 역
- 《칙칙이의 내일은 챔피언》 (1991년)
- 《에스퍼맨과 우뢰매 8》 (1993년)

### 방송
- 《일요일 밤의 대행진》 MBC
- 《유머1번지》 KBS2
- 《쇼 비디오 자키》 KBS
- 《TV는 사랑을 싣고》 KBS
- 《EBS 바둑교실》 EBS
- 《6시 내고향》 KBS1
- 《생방송 좋은 아침입니다》 KBS2
- 《생방송 오늘》 KBS2
- 《생방송 세상의 아침》 KBS2
- 《쇼! 행운열차》 KBS2
- 《TV쇼 진품명품》 KBS1
- 《퀴즈탐험 신비의 세계》 KBS2
- 《코미디 전망대》 SBS
- 《마이 리틀 텔레비전》 MBC
- 《전국노래자랑》 국민 MC 송해 추모특집 KBS1
- 웬만해선 그들을 막을 수 없다 - 연쇄 방화범

### CF
- 1985년 축협중앙회 한우포장육시대
- 1985년 롯데제과 넛츠봉
- 1985년 롯데푸드 (황소뿔,포사바,수박바)
- 1986년 시사영어사 시사 미시건 액션 잉글리쉬
- 1987년 동아제약 판피린 에스 ("유머 1번지 - 회장님 회장님 우리 회장님" 팀으로 출연)
- 1987년 제일헬스사이언스 제일파프 (Feat. 김형곤)
- 1987년 청보식품 깨꿍스낵 (Feat. 김형곤, 김학래, 이성미)
- 1988년 모나미 샤프심 * 무지개 볼펜 - 김학래와 함께 출연.
- 1989년 동화약품 락테올
- 1990년 현대약품 시노카
- 1995년 그린파크
- 1999년 동부한농화학 크린처

## 수상 내역
- 2009년 대한민국나눔대상 국회법제사법위원장상
- 2016년 제4회 대한민국 신창조인대상 코미디언 부문
- 2016년 제7회 대한민국 대중문화예술상 대통령 표창

## 인간 관계
- 절친한 친구로는 희극인 이용식과 2004년 사망한 성우 장정진이 있다.

## 같이 보기 (같은 소속사)
- 이상용
- 배동성
- 인성호